# Remscheid Hauptbahnhof

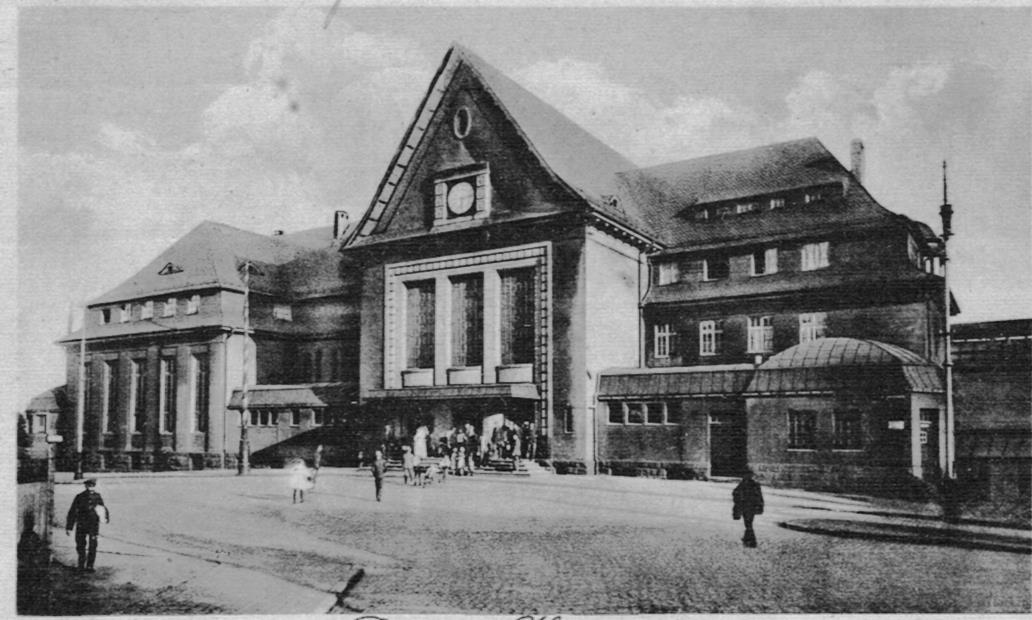
ongeveer 1925

Remscheid Hauptbahnhof is een spoorwegstation in de Duitse plaats Remscheid. Het station bevindt zich in het centrum van de stad, nabij het Willy Brandt-plein, en werd in 1868 geopend. Het is een van de weinige "hoofdstations" ("hauptbahnhof") die geen langeafstandstreinen ontvangt. Het valt binnen het categoriesysteem in categorie 5.